# Aconitum infectum
Aconitum infectum är en ranunkelväxtart som beskrevs av Edward Lee Greene. Aconitum infectum ingår i släktet stormhattar, och familjen ranunkelväxter. Inga underarter finns listade i Catalogue of Life.